# Metioche nigra
Metioche nigra är en insektsart som beskrevs av Lucien Chopard 1927. Metioche nigra ingår i släktet Metioche och familjen syrsor. Inga underarter finns listade i Catalogue of Life.